# Ожегув
Ожегув (пол. Ożegów) — село в Польщі, у гміні Семковиці Паєнчанського повіту Лодзинського воєводства.
Населення — 622 особи (2011).
У 1975-1998 роках село належало до Серадзького воєводства.

## Демографія
Демографічна структура станом на 31 березня 2011 року:
|          | Загалом | Допрацездатний вік | Працездатний вік | Постпрацездатний вік |
| -------- | ------- | ------------------ | ---------------- | -------------------- |
| Чоловіки | 305     | 63                 | 209              | 33                   |
| Жінки    | 317     | 64                 | 170              | 83                   |
| Разом    | 622     | 127                | 379              | 116                  |